# Chasitermes pax

Chasitermes pax (лат.) — вид термитов, единственный в составе монотипического рода Chasitermes из подсемейства Apicotermitinae семейства Termitidae. Неотропика.

## Распространение
Южная Америка: Тунапуна (остров Тринидад, 10°38′ с. ш., 61°23′ з. д.), на высоте 248 м.

## Описание
Мелкие термиты, длина тела около 4 мм. Каста солдат отсутствует; усики средней длины, состоят из 14 члеников. Голова покрыта примерно 50 длинными (0,1 мм) волосками и несколькими более короткими. Рабочие мономорфные. Основная окраска беловато-жёлтая. Сочетание особенностей строения кишечника (форма и текстура несклеротизированного энтерального клапана, трубчатая форма основания энтерального клапана и выдающийся сферический мезэнтерический язычок) делает C. pax уникальным среди всех родов Apicotermitinae. Рабочие особи C. pax были собраны под камнем. Содержимое кишечника подтверждает, что C. pax питается органическими веществами почвы. До сих пор этот вид известен только из северной части острова Тринидад.
Размеры (в мм): максимальная ширина головы 0,82—0,93; длина головы 0,70—0,77; максимальная ширина пронотума 0,52—0,64; ширина передней голени 0,12—0,18; длина передней голени 0,53—0,67.

## Систематика
Вид Chasitermes pax был впервые описан в 2023 году американским энтомологом Рудольфом Шиффраном (Rudolf Scheffrahn, University of Florida, Davie Campus, США) и его бразильским коллегой Tiago F. Carrijo (Universidade Federal do ABC, São Bernardo do Campo, Бразилия). Вид выделен в отдельный род Chasitermes и отнесён к подсемейству Apicotermitinae (Termitidae). По своему строению близки к роду Patawatermes и по молекулярной генетике к роду Rubeotermes. Наиболее диагностичным признаком рабочего C. pax является оболочка энтерального клапана, которая имеет несклеротизированные прямоугольные валики, состоящие из складчатых или окаймленных чешуек. Трубчатое расширение этого клапана у C. pax наиболее близко к Patawatermes nigripunctatus (Emerson, 1925), но у первого оно намного длиннее, а у P. nigripunctatus отсутствует трёхлопастное основание энтерального клапана. Левая нижняя челюсть C. pax имеет выдающийся премолярный отросток, наиболее близкий к Patawatermes turricola (Silvestri, 1901), но у первого он более узкий и длинный.

## Этимология
Род Chasitermes был назван в честь James A. Chase, коллектора типовой серии. Вид Ch. pax назван в честь гостевого дома Pax Guest House, где исследователи останавливались во время своих экспедиций на Тринидад. Он находится на спокойной и вдохновляющей территории горы Святого Бенедикта (Mount Saint Benedict Abby), которая охватывает типовое местонахождение C. pax. Слово Pax в переводе с латинского означает «мир».